# Grépiac
Grépiac (em occitano:  Grepiac) é uma comuna francesa na região administrativa da Occitânia, no departamento do Alto Garona. Estende-se por uma área de 8.18 km², com 991 habitantes, segundo o censo de 2018, com uma densidade de 120 hab/km².